# Tip Tap Club
Tip Tap Club è stato un programma televisivo musicale, andato in onda sulla Rete 2 dal 6 marzo 1982 il sabato pomeriggio alle 16:30.

## Il programma
Il programma, condotto da Moana Pozzi (poi sostituita da Roberta Giusti), Bobby Solo e Sergio Leonardi, secondo una logica di flusso, era caratterizzato da giochi in studio, rubriche e gag, e si proponeva di lanciare i vari telefilm e cartoni animati della rete.

## Curiosità
- La sigla del programma era Papà ha la bua di Cristina e Paolo Zavallone, che venne anche incisa in 45 giri. Quest'ultimo risulta essere stato pubblicato alla fine del 1981 come sigla del programma "Tip Tap" (senza Club, come risulta dal tondino del vinile). Si è pensato quindi, che la data di messa in onda di Tip Tap Club fosse incerta ma, come risulta anche dal sito delle Teche Rai che riporta le date di messa in onda di entrambi i programmi, il brano è stato sigla di entrambe le trasmissioni.[2]
- Moana Pozzi, contemporaneamente alla conduzione della trasmissione aveva interpretato un paio di film hard, seppure utilizzando vari pseudonimi. Venne però scoperta e allontanata dal programma e sostituita da Roberta Giusti, celebre annunciatrice Rai di quegli anni. Ad ogni modo, come ammise lei stessa, la Pozzi ricavò una certa pubblicità dalla vicenda.